# Cossé-Brissac
Cossé-Brissac, är en fransk adlig ätt. Släkten bär egentligen familjenamnet Cossé, men är mest känd under namnet Brissac, efter slottet Brissac i Anjou som släkten innehade, och som 1560 upphöjdes till grevskap.
1611 blev Brissac pärskap och hertigdöme. Den äldre linjen av släkten utslocknade 1792, varpå pärskapet 1814 tillföll en yngre linje, hertigarna de Cossé-Brissac.
Släktens medlemmar var nästan alla militärer, och flera blev marskalkar av Frankrike, och särskilt under 1500-talet spelade släkten en viktig roll. Under hugenottkrigen stod släkten genomgående på den katolska sidan.
Bland släktens medlemmar märks:
- Charles I de Cossé (ca 1505-1563)
- Artus de Cossé-Brissac (1512-1582)
- Charles II de Cossé (ca 1550-1621)
- Louis Hercule Timoléon de Cossé-Brissac (1734-1792)